# Ali Sulieman
Ali Sulieman Ibrahim znany również jako Suleiman Ibrahim (ur. 12 września 2000 w Senafe) – erytrejski piłkarz grający na pozycji napastnika w klubie Hawassa City SC

## Kariera juniorska
Sulieman chodząc do szkoły zaczął grać w piłkę. Inspiracją do uprawiania tego sportu był jego starszy brat – Ibrahim, który wówczas także grał w piłkę. Jako junior występował w zespole Zoba South.

## Kariera seniorska

### Red Sea FC
Gdy miał 16 lat, został zauważony przez skautów Red Sea FC w trakcie turnieju piłki nożnej w Asmarze, chociaż zainteresowanie zawodnikiem wyrażały także 3 inne kluby. W 2019 wraz z Red Sea FC zdobył on mistrzostwo Erytrei.

### Bahir Dar Kenema F.C.
Sulieman trafił do Bahir Dar Kenema FC 23 lipca 2021. W barwach tego klubu wystąpił on 26 razy, zdobywając 5 bramek.

### Hawassa City S.C.
Sulieman przeszedł do Hawassa City SC 16 lipca 2022.

## Kariera reprezentacyjna

### Erytrea U-20
Sulieman znalazł się w kadrze Erytrei U-20 na Puchar CECAFA U-20 2019. Pierwszy mecz rozegrał 21 września 2019 przeciwko Ugandzie. W następnym spotkaniu (23 września 2019) strzelił gola przeciwko reprezentacji Sudanu (3:3). 2 dni później w starciu z Dżibuti (wyg. 7:0) także zdobył bramkę. W meczu ćwierćfinałowym przeciwko reprezentacji Zanzibaru 1 października 2019 strzelił 2 gole. Zagrał także dzień później w spotkaniu z Kenią (przeg. 0:1). 5 października 2019 wystąpił również w meczu o 3. miejsce przeciwko reprezentacji Sudanu (wyg. 1:0).

### Erytrea U-23
Sulieman został powołany do kadry Erytrei U-23 na Puchar CECAFA U-23 2021. 17 lipca 2021 rozegrał pierwsze spotkanie – przeciwko reprezentacji Etiopii strzelił hat-tricka, a jego drużyna zremisowała 3:3. Następny mecz rozegrał 20 lipca 2021 przeciwko Burundi. Wystąpił także w spotkaniu klasyfikacyjnym z reprezentacją Etiopii rozgrywanym 26 lipca 2021, zdobywając wówczas bramkę.

### Erytrea
Sulieman zadebiutował w reprezentacji Etiopii 4 kwietnia 2019 w meczu z Namibią, strzelając wtedy swojego premierowego gola. 13 grudnia 2019 zdobył dublet w wygranym 3:0 spotkaniu przeciwko Dżibuti.

## Statystyki

### Klubowe
(aktualne na dzień 26 lipca 2024)
| Klub                  | Sezon              | Liga                             | Liga  | Liga   | Puchar kraju | Puchar kraju | Kontynent | Kontynent | Suma  | Suma   |
| Klub                  | Sezon              | Liga                             | Mecze | Bramki | Mecze        | Bramki       | Mecze     | Bramki    | Mecze | Bramki |
| --------------------- | ------------------ | -------------------------------- | ----- | ------ | ------------ | ------------ | --------- | --------- | ----- | ------ |
| Red Sea FC            | 2016               | I liga erytrejska w piłce nożnej | ?     | ?      | ?            | ?            | –         | –         | ?     | ?      |
| Red Sea FC            | 2017               | I liga erytrejska w piłce nożnej | ?     | ?      | ?            | ?            | –         | –         | ?     | ?      |
| Red Sea FC            | 2018               | I liga erytrejska w piłce nożnej | ?     | ?      | ?            | ?            | –         | –         | ?     | ?      |
| Red Sea FC            | 2019               | I liga erytrejska w piłce nożnej | ?     | ?      | ?            | ?            | –         | –         | ?     | ?      |
| Red Sea FC            | 2020               | I liga erytrejska w piłce nożnej | ?     | ?      | ?            | ?            | –         | –         | ?     | ?      |
| Red Sea FC            | 2021               | I liga erytrejska w piłce nożnej | ?     | ?      | ?            | ?            | –         | –         | ?     | ?      |
| Red Sea FC            | Ogólnie            | Ogólnie                          | ?     | ?      | ?            | ?            | 0         | 0         | ?     | ?      |
| Bahir Dar Kenema F.C. | 2021/22            | I liga etiopska w piłce nożnej   | 26    | 5      | ?            | ?            | –         | –         | ?     | ?      |
| Bahir Dar Kenema F.C. | Ogólnie            | Ogólnie                          | 26    | 5      | ?            | ?            | 0         | 0         | ?     | ?      |
| Hawassa City S.C.     | 2022/23            | I liga etiopska w piłce nożnej   | 29    | 6      | 0            | 0            | –         | –         | 29    | 6      |
| Hawassa City S.C.     | 2023/24            | I liga etiopska w piłce nożnej   | ?     | ?      | ?            | ?            | –         | –         | ?     | ?      |
| Hawassa City S.C.     | 2024/25            | I liga etiopska w piłce nożnej   | ?     | ?      | ?            | ?            | –         | –         | ?     | ?      |
| Hawassa City S.C.     | Ogólnie            |                                  | ?     | ?      | ?            | ?            | 0         | 0         | ?     | ?      |
| Ogólnie w karierze    | Ogólnie w karierze | Ogólnie w karierze               | ?     | ?      | ?            | ?            | 0         | 0         | ?     | ?      |

### Reprezentacyjne
| Reprezentacja | Rok     | Mecze | Bramki |
| ------------- | ------- | ----- | ------ |
| Erytrea U-20  | 2019    | 6     | 4      |
| Ogólnie       | Ogólnie | 6     | 4      |
| Erytrea U-23  | 2021    | 3     | 4      |
| Ogólnie       | Ogólnie | 3     | 4      |
| Erytrea       | 2019    | 8     | 3      |
| Erytrea       | 2020    | 1     | 0      |
| Ogólnie       | Ogólnie | 9     | 3      |

| Mecze i gole w reprezentacji | Mecze i gole w reprezentacji | Mecze i gole w reprezentacji | Mecze i gole w reprezentacji | Mecze i gole w reprezentacji | Mecze i gole w reprezentacji | Mecze i gole w reprezentacji | Mecze i gole w reprezentacji                    |
| Erytrea U-20                 | Erytrea U-20                 | Erytrea U-20                 | Erytrea U-20                 | Erytrea U-20                 | Erytrea U-20                 | Erytrea U-20                 | Erytrea U-20                                    |
| Lp.                          | Data                         | Miejsce                      | Gospodarz                    | Gość                         | Wynik                        | Gol                          | Rozgrywki                                       |
| ---------------------------- | ---------------------------- | ---------------------------- | ---------------------------- | ---------------------------- | ---------------------------- | ---------------------------- | ----------------------------------------------- |
| 1.                           | 21.09.2019                   | Gulu                         | Uganda U-20                  | Erytrea U-20                 | 1:1                          |                              | Puchar CECAFA U-20 2019                         |
| 2.                           | 23.09.2019                   | Gulu                         | Sudan U-20                   | Erytrea U-20                 | 3:3                          | Gol                          | Puchar CECAFA U-20 2019                         |
| 3.                           | 25.09.2019                   | Gulu                         | Dżibuti U-20                 | Erytrea U-20                 | 0:7                          | Gol                          | Puchar CECAFA U-20 2019                         |
| 4.                           | 01.10.2019                   | Njeru                        | Zanzibar U-20                | Erytrea U-20                 | 0:5                          | Gol · Gol                    | Puchar CECAFA U-20 2019                         |
| 5.                           | 02.10.2019                   | Njeru                        | Kenia U-20                   | Erytrea U-20                 | 1:0                          |                              | Puchar CECAFA U-20 2019                         |
| 6.                           | 05.10.2019                   | Njeru                        | Sudan U-20                   | Erytrea U-20                 | 0:1                          |                              | Puchar CECAFA U-20 2019                         |
| Erytrea U-23                 |                              |                              |                              |                              |                              |                              |                                                 |
| Lp.                          | Data                         | Miejsce                      | Gospodarz                    | Gość                         | Wynik                        | Gol                          | Rozgrywki                                       |
| 1.                           | 17.07.2021                   | Bahyr Dar                    | Etiopia U-23                 | Erytrea U-23                 | 3:3                          | Gol · Gol · Gol              | Puchar CECAFA U-23 2021                         |
| 2.                           | 20.07.2021                   | Bahyr Dar                    | Burundi U-23                 | Erytrea U-23                 | 1:0                          |                              | Puchar CECAFA U-23 2021                         |
| 3.                           | 26.07.2021                   | Bahyr Dar                    | Etiopia U-23                 | Erytrea U-23                 | 1:1 k. 3:2                   | Gol                          | Puchar CECAFA U-23 2021                         |
| Erytrea                      |                              |                              |                              |                              |                              |                              |                                                 |
| Lp.                          | Data                         | Miejsce                      | Gospodarz                    | Gość                         | Wynik                        | Gol                          | Rozgrywki                                       |
| 1.                           | 04.09.2019                   | Asmara                       | Erytrea                      | Namibia                      | 1:2                          | Gol                          | Mistrzostwa Świata 2022 – eliminacje strefy CAF |
| 2.                           | 10.09.2019                   | Windhuk                      | Namibia                      | Erytrea                      | 2:0                          |                              | Mistrzostwa Świata 2022 – eliminacje strefy CAF |
| 3.                           | 09.12.2019                   | Kampala                      | Burundi                      | Erytrea                      | 0:1                          |                              | Puchar CECAFA 2019                              |
| 4.                           | 11.12.2019                   | Kampala                      | Uganda                       | Erytrea                      | 2:0                          |                              | Puchar CECAFA 2019                              |
| 5.                           | 13.12.2019                   | Kampala                      | Erytrea                      | Dżibuti                      | 3:0                          |                              | Puchar CECAFA 2019                              |
| 6.                           | 15.12.2019                   | Kampala                      | Erytrea                      | Somalia                      | 0:0                          |                              | Puchar CECAFA 2019                              |
| 7.                           | 17.12.2019                   | Kampala                      | Kenia                        | Erytrea                      | 1:4                          |                              | Puchar CECAFA 2019                              |
| 8.                           | 19.12.2019                   | Kampala                      | Uganda                       | Erytrea                      | 3:0                          |                              | Puchar CECAFA 2019                              |
| 9.                           | 25.01.2020                   | Asmara                       | Erytrea                      | Sudan                        | 0:1                          |                              | Mecz towarzyski                                 |

## Sukcesy
Sukcesy w karierze klubowej:

### Red Sea FC
- Mistrzostwo Erytrei (1×): 2019

Sukcesy w karierze reprezentacyjnej:
- 3. miejsce w Pucharze CECAFA U-20 2019 (1×): 2019
- 2. miejsce w Pucharze CECAFA 2019 (1×): 2019

Indywidualne
- Najlepszy strzelec Pucharu CECAFA U-23 2021[14]